# Barbara Ertl
Barbara Ertl (Benediktbeuern, 27 januari 1982) is een Duitse voormalig biatlete, wie sinds het seizoen 2005/2006 uitkwam voor Italië. Ze vertegenwoordigde Italië op de Olympische Winterspelen 2006 in Turijn. Ertl is getrouwd.

## Resultaten

### Olympische Winterspelen
| Jaar | Plaats | Onderdeel   | Onderdeel | Onderdeel     | Onderdeel  | Onderdeel | Onderdeel |
| Jaar | Plaats | Individueel | Sprint    | Achtervolging | Massastart | Estafette |           |
| ---- | ------ | ----------- | --------- | ------------- | ---------- | --------- | --------- |
| 2006 | Turijn | 38e         | –         | –             | –          | 12e       |           |

### Wereldkampioenschappen
| 2006 | Pokljuka    | Niet gehouden vanwege Olympische Spelen | Niet gehouden vanwege Olympische Spelen | Niet gehouden vanwege Olympische Spelen | Niet gehouden vanwege Olympische Spelen | Niet gehouden vanwege Olympische Spelen | DNS |
| 2007 | Antholz     | –                                       | –                                       | –                                       | –                                       | –                                       | –   |
| 2008 | Östersund   | 52e                                     | 59e                                     | 54e                                     | –                                       | 10e                                     | –   |
| 2009 | Pyeongchang | 44e                                     | –                                       | –                                       | –                                       | DNF                                     | –   |

### Wereldkampioenschappen junioren
| Jaar | Plaats      | Onderdeel   | Onderdeel | Onderdeel     | Onderdeel |
| Jaar | Plaats      | Individueel | Sprint    | Achtervolging | Estafette |
| ---- | ----------- | ----------- | --------- | ------------- | --------- |
| 2002 | Ratschings  | –           | 44e       | 23e           | –         |
| 2003 | Kościelisko | 9e          | –         | –             | –         |